# Bądków (województwo mazowieckie)
Bądków – wieś sołecka w Polsce położona w województwie mazowieckim, w powiecie grójeckim, w gminie Goszczyn.
Stara mazowiecka miejscowość, jedna z siedzib Książąt Mazowieckich. Pisana wzmianka z 1497 roku. Należał do Ziemi Czerskiej, początkowo siedziba powiatu bądkowskiego (do połowy XV w. obejmującego dwie parafie Promna i Goszczyn. Następnie wcielony do powiatu grójeckiego. Bądków był m.in. własnością Anny Mazowieckiej, siostry ostatniego władcy Mazowsza. Jej własnością do zamążpójścia były m.in. Bądków i Goszczyn, była zaradna i gospodarna, przyczyniając się do ich rozwoju. Jej majątki przypadły królowej Bonie.
Wieś królewska Bądkowo położona była w drugiej połowie XVI wieku w powiecie grójeckim ziemi czerskiej województwa mazowieckiego.
W 1576 r. Bądków miał powierzchnię 18 łanów kmiecych.
W 1665 Bądków należał jako oddzielna dzierżawa do starostwa warszawskiego.
W 1827 roku we wsi było 44 domy i 388 mieszkańców. Należał do Gminy Rykały i parafii w Goszczynie.
W latach 1975–1998 miejscowość administracyjnie należała do województwa radomskiego.